# Luddkrissla
Luddkrissla (Inula britannica) är en art i familjen korgblommiga växter.